# Fleury-les-Aubrais
Fleury-les-Aubrais è un comune francese di 21 415 abitanti situato nel dipartimento del Loiret nella regione del Centro-Valle della Loira.

## Società

### Evoluzione demografica
Abitanti censiti

## Amministrazione

### Gemellaggi
- Formia, Italia
- Gračanica, Bosnia ed Erzegovina